# イピキャック・レコーディングス
イピキャック・レコーディングス（Ipecac Recordings）は、元フェイス・ノー・モア、ミスター・バングル、現ファントマス、トマホークなどのボーカリストとして知られるマイク・パットンが、マネージャーであるグレッグ・ワークマン（Greg Werckman）と共に、1999年4月1日に設立したアメリカのインディペンデント・レコードレーベル。国籍やジャンルを問わず、ユニークなアーティストの作品を多数リリースしている。「Ipecac」とは、英語で「吐根（トコン）」のこと。
2008年、日本のデイメア・レコーディングス（Daymare Recordings）が、正式な日本支部として「イピキャック・ジャパン」を設立。日本盤の制作、流通を行っている。